# Правило Руффини
Правило Руффини — эффективная техника деления многочлена на бином вида {\displaystyle x-r.} В 1804 году её описал Паоло Руффини. Правило Руффини — частный случай синтетического деления, когда делитель является линейным.

## Алгоритм
Правило устанавливает метод для деления многочлена
Невозможно разобрать выражение (SVG (MathML можно включить с помощью плагина для браузера): Недопустимый ответ («Math extension cannot connect to Restbase.») от сервера «http://localhost:6011/ru.wikipedia.org/v1/»:): {\displaystyle P(x)=a_nx^n+a_{n-1}x^{n-1}+\cdots+a_1x+a_0}

на бином
{\displaystyle Q(x)=x-r}
для получения частного
{\displaystyle R(x)=b_{n-1}x^{n-1}+b_{n-2}x^{n-2}+\cdots +b_{1}x+b_{0}};
На самом деле алгоритм осуществляет деление столбиком P(x) на Q(x).
Для того, чтобы поделить P(x) на Q(x) согласно данному алгоритму, нужно
1. Взять коэффициенты P(x) и записать их по порядку. Затем записать r слева, непосредственно над линией:
{\displaystyle {\begin{array}{c|c c c c c}&a_{n}&a_{n-1}&\dots &a_{1}&a_{0}\\r&&&&&\\\hline &&&&&\\&&&&&\\\end{array}}}
2. Спустить крайний левый коэффициент (an) вниз, сразу под линию:
{\displaystyle {\begin{array}{c|c c c c c}&a_{n}&a_{n-1}&\dots &a_{1}&a_{0}\\r&&&&&\\\hline &a_{n}&&&&\\&=b_{n-1}&&&&\\\end{array}}}
3. Умножить крайнее правое число под линией на r и записать следующим его над линией:
{\displaystyle {\begin{array}{c|c c c c c}&a_{n}&a_{n-1}&\dots &a_{1}&a_{0}\\r&&b_{n-1}r&&&\\\hline &a_{n}&&&&\\&=b_{n-1}&&&&\\\end{array}}}
4. Сложить два значения, расположенные в одном столбце:
{\displaystyle {\begin{array}{c|c c c c c}&a_{n}&a_{n-1}&\dots &a_{1}&a_{0}\\r&&b_{n-1}r&&&\\\hline &a_{n}&a_{n-1}+(b_{n-1}r)&&&\\&=b_{n-1}&=b_{n-2}&&&\\\end{array}}}
5. Повторять шаги 3 и 4 пока есть числа:
{\displaystyle {\begin{array}{c|c c c c c}&a_{n}&a_{n-1}&\dots &a_{1}&a_{0}\\r&&b_{n-1}r&&&\\\hline &a_{n}&a_{n-1}+(b_{n-1}r)&\cdots &a_{1}+b_{1}r&a_{0}+b_{0}r\\&=b_{n-1}&=b_{n-2}&\cdots &=b_{0}&=s\\\end{array}}}

Числа bi являются коэффициентами частного (R(x)), степень которого на единицу меньше, чем степень P(x). Последнее полученное значение s - это остаток. Согласно теореме Безу, этот остаток равен P(r).

## Использование

### Деление на многочленx-r
Рабочий пример деления многочленов по алгоритму, описанному выше.
Пусть:
{\displaystyle P(x)=2x^{3}+3x^{2}-4,}
{\displaystyle Q(x)=x+1.}
Мы хотим найти {\displaystyle P(x)/Q(x)} используя правило Руффини. Основная проблема в том, что {\displaystyle Q(x)} это не бином вида {\displaystyle x-r,}, а скорее {\displaystyle x+r.} Мы должны переписать его так:
{\displaystyle Q(x)=x+1=x-(-1).}
Теперь применяем алгоритм:
1. Выписываем коэффициенты и число {\displaystyle r.} Заметим, что поскольку {\displaystyle P(x)} не содержит коэффициента {\displaystyle x^{1},} мы записываем 0:
{\displaystyle {\begin{array}{c|c c c c}&2&3&0&-4\\-1&&&&\\\hline &&&&\\&&&&\\\end{array}}}
2. Спускаем первый коэффициент:
{\displaystyle {\begin{array}{c|c c c c}&2&3&0&-4\\-1&&&&\\\hline &2&&&\\\end{array}}}
3. Умножаем последнее полученное значение {\displaystyle r:}
{\displaystyle {\begin{array}{c|c c c c}&2&3&0&-4\\-1&&-2&&\\\hline &2&&&\\\end{array}}}
4. Складываем значения:
{\displaystyle {\begin{array}{c|c c c c}&2&3&0&-4\\-1&&-2&&\\\hline &2&1&&\\\end{array}}}
5. Повторяем шаги 3 и 4:
{\displaystyle {\begin{array}{c|c c c c}&2&3&0&-4\\-1&&-2&-1&1\\\hline &2&1&-1&-3\\\end{array}}}
{\displaystyle 2,1,-1} — коэффициенты частного,
{\displaystyle -3} — остаток.
Итак, поскольку исходное число = делитель × частное + остаток, тогда
{\displaystyle P(x)=Q(x)R(x)+s}, где
{\displaystyle R(x)=2x^{2}+x-1,\ s=-3;\quad \Rightarrow 2x^{3}+3x^{2}-4=(2x^{2}+x-1)(x+1)-3.}